# Nadia Hafid
Nadia Hafid (Tarrasa, 1990) es una ilustradora asentada en Barcelona. Se graduó en Bellas Artes por la Universidad de Barcelona y estudió Artes Aplicadas al Muro en la Escuela de la Lonja. Combina la ilustración con sus proyectos de cómic, donde es considerada como una joven promesa gracias a su estilo marcado, minimalista pero lleno de contrastes. Trabaja para diferentes publicaciones y marcas. Entre sus clientes se incluyen The New Yorker, The New York Times, The Economist, Monocle Magazine, El País, Ogilvy & Mather, entre otros. Además, sus dibujos han copado varias portadas para el suplemento Babelia de El País.

## Obras
- El buen padre (2020, Sapristi)[7]
- Chacales (2022, Sapristi)[8]

## Premios
- Mejor Autora Emergente (2021, Premio de la Crítica, Asociación de Críticos y Divulgadores de Cómic de España)[9]
- El Ojo Crítico (2022, Radio Nacional de España)[10]

## Exposiciones
- Constelación gráfica, Jóvenes autoras de cómic de vanguardia (2022, Centre de Cultura Contemporania de Barcelona)[11]